# Framgång
| Framgång |
| --- |
| - Betydelse – att nå ett uppsatt mål eller utsikt - Varianter – seger (vinst), triumf - Motsats – motgång, som kan leda till förlust eller nederlag |

Framgång är tillståndet eller villkoret att nå ett uppsatt mål. Det kan sättas i motsats till misslyckande, där man inte klarar av att uppnå detta mål.
Kriterierna för framgång är beroende av sitt sammanhang, och det kan hänga ihop med vem som berörs och vilket trossystem som används. Det som en person kan se som en framgång kan en annan betrakta som ett misslyckande, och detta är särskilt tydligt vid en direkt tävling eller i ett nollsummespel.
På liknande sätt kan graden av framgång eller misslyckande bedömas olika, beroende på vem eller vilka deltagare eller åskådare som tillfrågas. En framgång kan därför antingen betraktas som en absolut framgång, en relativ framgång, ett relativt misslyckande, ett absolut misslyckande eller ingen av dessa. Exempelvis kan en film bli ett kommersiellt misslyckande vid biolanseringen men trots detta utvecklas till en kultfilm med stor följarskara. En sådan relativ framgång kan ibland nås just tack vare det kommersiella misslyckande som förenklat filmens anammande inom en subkultur.
Ordet framgång finns i svensk skrift sedan äldre fornsvensk tid. I fornsvenskan kunde ordet stavas framgangr.